# Повітряна розвідка

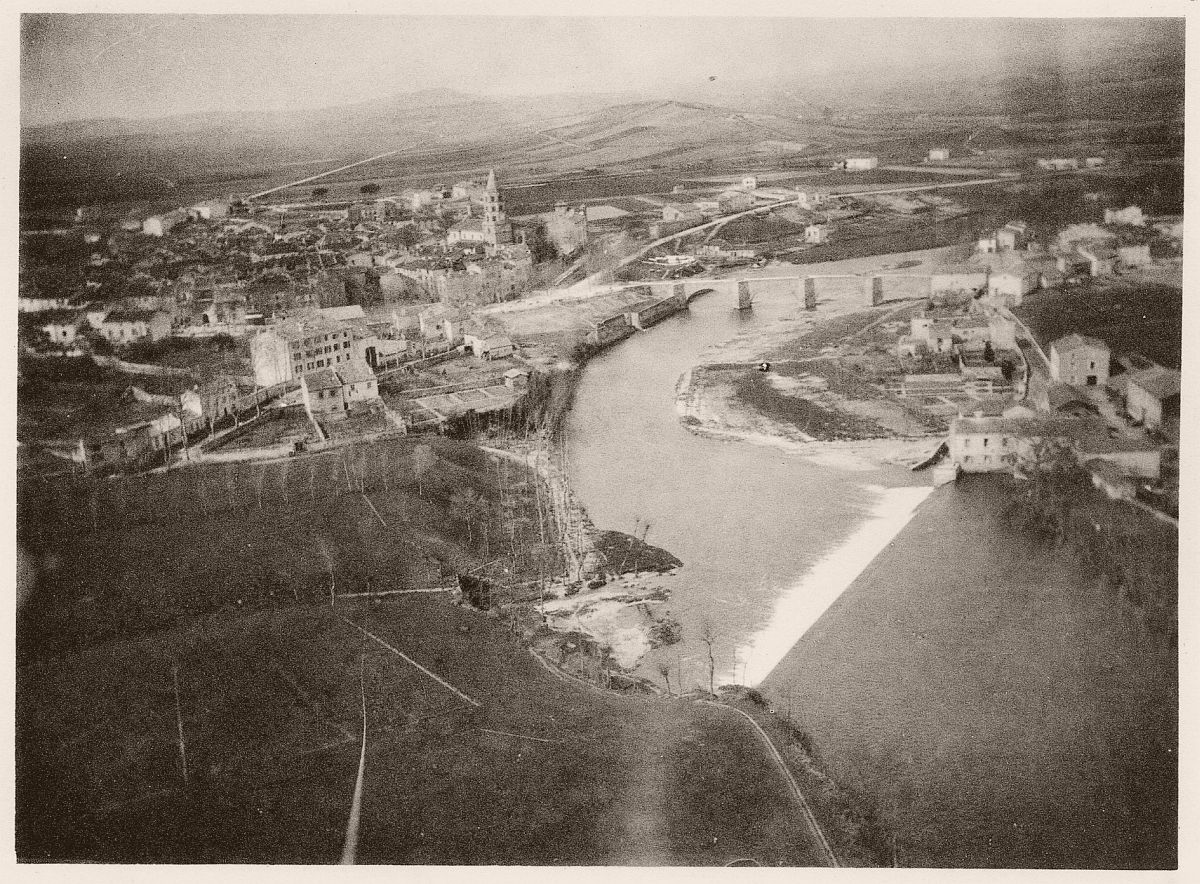
Аерофотознімок. 1889.

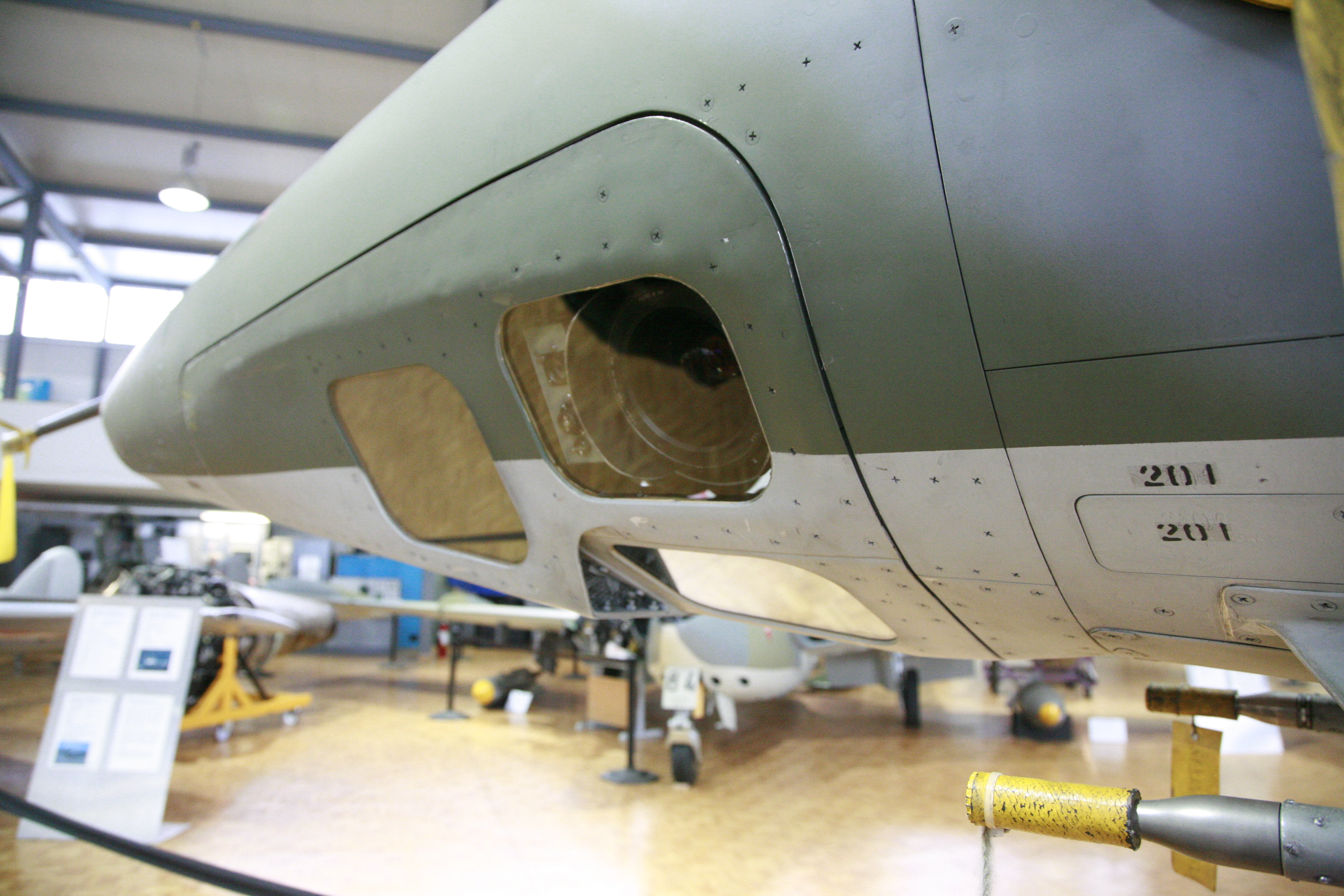
Фотокамери спостереження на літаку Міраж ІІІ. Франція

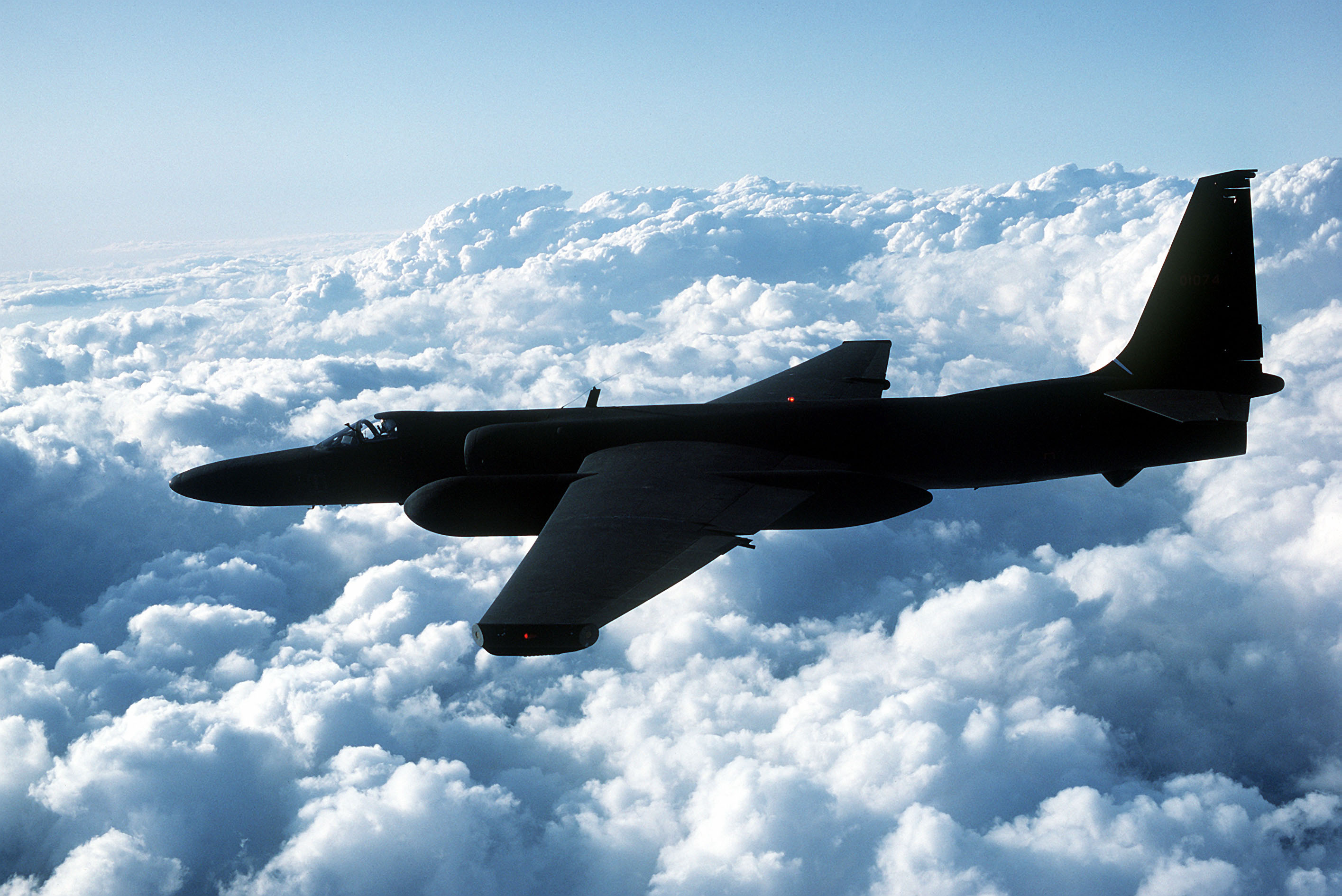
Літак-розвідник U-2. США

Пові́тряна ро́звідка (також авіаро́звідка, рідше аероро́звідка або авіарозві́дування) — один з видів військової розвідки. Ведеться частинами розвідувальної авіації, розвідувальними підрозділами авіаційних з'єднань, усіма екіпажами, що виконують бойові завдання, а також безпілотними літальними апаратами (літаки, автоматичні аеростати тощо) з метою одержання даних про противника (об'єктах, силах і засобах, місцевості тощо), необхідних для успішного ведення воєнних дій всіма видами збройних сил і родами військ.

## Історія розвитку
Першими літальними апаратами (ЛА), що наприкінці 50-х р. 19 століття були використані для ведення повітряної розвідки, були аеростати. На початку 20 в. для повітряної розвідки стали широко застосовуватися літаки. У Росії перший досвід повітряної розвідки з літаків був отриманий на маневрах Петербурзького, Варшавського й Київського військових округів у 1911. У 1912-13 в 1-й Балканській війні російський авіаційний загін під командуванням капітана Щетиніна, що діяв на боці Болгарії, виконував завдання повітряної розвідки з фотографуванням фортечних і польових споруд.
Як самостійний вид розвідки повітряна розвідка сформувалася за часи 1-й світової війни.
У роки Другої світової війни, 12 % літако-вильотів радянська авіація зробила з метою ведення повітряної розвідки. Зі збільшенням розмаху воєнних дій інтенсивність повітряної розвідки зростала. У 1941 кількість літако-вильотів на повітряну розвідку склало 9,2 %, в 1944 воно збільшилося до 15 %. Повітряна розвідка не тільки добувала дані про противника, але доповнювала й документально уточнювала дані інших видів розвідки. В умовах швидко змінливої обстановки повітряна розвідка часто була єдиним засобом добування даних про противника для загальновійськового й авіаційного командування. Наприклад, узимку 1942/43 тільки повітряній розвідці вдалося вчасно розкрити перекидання з Північного Кавказу 2 німецьких танкових дивізій у район Котельниково для деблокади військ, оточених під Сталінградом. При підготовці Вісло-Одерської операції 1945 повітряна розвідка виявила за р. Вісла 7 підготовлених оборонних смуг супротивника, ешелонованих на глибину до 500 км, і 6 протитанкових ровів.
У збройних силах більшості країн основними засобами повітряної розвідки є пілотовані й безпілотні літаки-розвідники. Вони здатні швидко виходити до об'єктів розвідки, розташованим на значному видаленні, оглядати у короткий термін великі простори, добувати достовірні розвідувальні дані про противника й оперативно доставляти їхньому командуванню (у тому числі шляхом передачі з борта літака). З метою найбільш повного й своєчасного забезпечення бойових дій повітряна розвідка повинна постійно взаємодіяти з іншими видами розвідки.
Повітряна розвідка поділяється на стратегічну, оперативну й тактичну.
Стратегічна повітряна розвідка ведеться з метою забезпечення головного командування необхідними розвідувальними даними про стратегічні об'єкти противника, розташованих у його глибокому тилу.
Оперативна повітряна розвідка виконується в інтересах командування об'єднань (з'єднань) видів збройних сил і родів військ з метою одержання розвідувальних даних, необхідних для підготовки й ведення фронтових і армійських операцій, а також операцій, проведених флотами й ВПС.

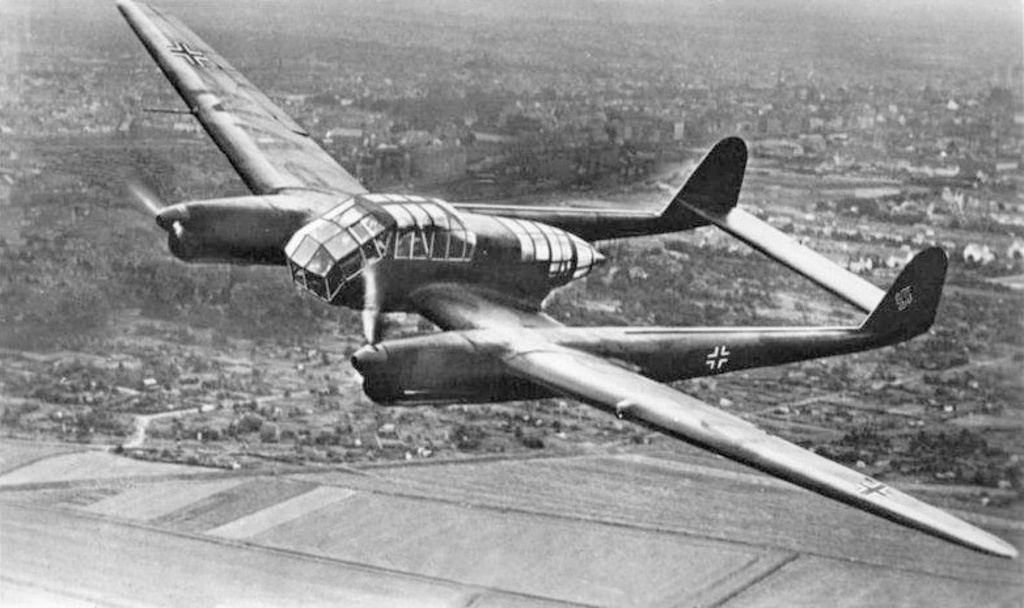
Focke-Wulf Fw 189 (Рама)

Тактична повітряна розвідка ведеться в інтересах командування з'єднань і частин видів збройних сил і родів військ з метою забезпечення їхніми розвідувальними даними, необхідними для організації й ведення бою. Основні зусилля тактичної повітряної розвідки зосереджуються на об'єктах, що перебувають на полі бою й у тактичній глибині.
Основними способами ведення повітряної розвідки є:
- візуальне спостереження,
- аерофоторозвідка й
- розвідка за допомогою радіоелектронних засобів.

Вибір способу ведення повітряної розвідки залежить від виконуваного завдання, типу ЛА і його розвідувального обладнання, протидії противника, часу доби й метеорологічних умов.
Візуальне спостереження здійснюється неозброєним оком або за допомогою оптичних приладів. Воно дозволяє швидко обстежити більші райони, одержати загальні дані про угруповання й дії противника, про об'єкти, місцевість і погоду, негайно узагальнити й передати добуті розвідувальні дані з борта ЛА командуванню.
Аерофоторозвідка виконується за допомогою денних і нічних аерофотоапаратів (планових, перспективних, панорамних). Вона забезпечує одержання найбільш повних, достовірних і точних даних про війська противника, об'єктах і місцевості.
Повітряна розвідка за допомогою радіоелектронних засобів поділяється на
- радіо-,
- радіотехнічну,
- радіолокаційну,
- телевізійну.

Для радіорозвідки використовуються літакові радіоприймальні пристрої, що дають можливість розкривати зміст радіопередач противника, визначати склад і дислокацію його сил, одержувати дані про їхню діяльність і наміри.
При радіотехнічній розвідці застосовуються прийомо-пеленгаційні пристрої, що дозволяють визначати основні технічні параметри роботи засобів радіолокації й радіотелеуправління противника, а також їхнє місцезнаходження. Вона може вестися в будь-яких метеорологічних умовах удень і вночі.
Радіолокаційна розвідка виконується за допомогою літакових РЛС, які дозволяють виявляти об'єкти, контрастні в радіолокаційному відношенні, одержувати фотознімки радіолокаційних зображень об'єктів і місцевості, розкривати заходи противника по радіолокаційному маскуванню.
Телевізійна розвідка здійснюється за допомогою телевізійних систем, що мають у своєму складі літакову передавальну й наземну приймальню станції, які дозволяють спостерігати за об'єктами й діями військ противника й своїх військ. Багато країн впроваджуються також теплові, лазерні та інші розвідувальні засоби.
Розвідувальні дані, добуті повітряною розвідкою надходять у вигляді повідомлень по радіо з борта ЛА, інформації від автоматичної бортової розвідувальної апаратури, а також оброблених документальних даних про об'єкти противника (дешифровані фотознімки й аерофільми, фотознімки екранів індикаторів літакових РЛС), у вигляді усних і письмових доповідей екіпажів після посадки ЛА.